# Bernd Holtfreter
Bernd Holtfreter (* 29. April 1951 in Rostock; † 4. Mai 2003) war ein deutscher parteiloser Politiker in Berlin.

## Leben
Holtfreter machte eine Lehre als Kfz-Mechaniker und jobbte in der DDR anschließend als Filmvorführer, Theaterankleider und Landvermessergehilfe. Er engagierte sich ab 1985 in seinem Ostberliner Stadtviertel Prenzlauer Berg im Wohnbezirksausschuss 56 der Nationalen Front (WBA). Dank seiner Rührigkeit zogen zahlreiche Kiezbewohner mit, wenn er den Instandhaltungsbedarf gegenüber den staatlichen Hausbesitzern reklamierte, es wurden sozial gefährdete Familien betreut und Hinterhöfe in Selbsthilfe begrünt. Die Bewohnerinitiativen kamen im Hirschhof zusammen. Als einer der von den WBA gestellten Wahlhelfer registrierte er im Frühjahr 1989 die Wahlfälschung der SED-Führung bei den Ostberliner Kommunalwahlen, bei der zwei freie WBA-Kandidaten aufgestellt worden waren, von denen Matthias Klipp gewählt wurde. Vor und nach der politischen Wende setzte er sich für den Erhalt der historischen Bebauungs- und Wohnstruktur ein. Der Slogan Wir bleiben alle (W.B.A.) stammte von ihm.

## Politik
Holtfreter war politischer Pragmatiker und stellte sich nach der politischen Wende auf der offenen Liste der PDS zur Wahl. Er wurde 1995, 1999 und 2001 als Abgeordneter direkt in das Abgeordnetenhaus von Berlin gewählt. 